# Elżbieta Anhalcka
Elisabeth von Anhalt (ur. we wrześniu 1563 w Zerbst, zm. w październiku 1607) – księżniczka Anhaltu i poprzez małżeństwo margrabina-elektorowa Brandenburgii.

## Życiorys
Urodziła się jako trzecia córka księcia Anhalt-Zerbst (od 1570 całego Anhaltu) Joachima Ernesta oraz jego pierwszej żony księżnej Agnieszki.
6 października 1577 w Letzlingen poślubiła dwukrotnie owdowiałego margrabiego-elektora Brandenburgii Jana Jerzego Hohenzollerna, zostając jego trzecią żoną. Para miała jedenaścioro dzieci:
- Chrystiana (1581-1655), margrabiego Brandenburgii-Bayreuth
- Magdalenę (1582–1616)
- Joachima Ernesta (1583–1625), margrabiego Brandenburgii-Ansbach
- Agnieszkę (1584–1629), żonę księcia wołogowskiego Filipa Juliusza (1584–1625), następnie księcia Saksonii-Lauenburg Franciszka Karola Wettyna (1594–1660);
- Fryderyka (1588–1611);
- Elżbietę Zofię (1589–1629), żonę kasztelana wileńskiego Janusza Radziwiłła (1579–1620); następnie księcia Saksonii-Lauenburg Juliusza Henryka Wettyna (1586–1665);
- Dorotę Sybillę (1590–1625)
- Jerzego (1591–1615);
- Zygmunta (1592–1640);
- Jana (1597–1627);
- Jana Jerzego (1598–1637).